# Pierre Pachet
Pierre Pachet (1937) é um professor universitário e escritor francês de origem russa. 

## Biografia
Ele publicou livros dedicados à literatura(Le Premier Venu, Les Baromètres de l'âme, Un à Un); ao sonho  (Nuits étroitement surveillées, La Force de dormir); aos  sobresaltos da Europa do Leste  (Fiodorov et Mourjenko - Camp n°389/36, Le Voyageur d'Occident  et Conversations à Jassy).
Uma parte de sua obra é autobiográfica (Autobiographie de mon père, Adieu, "Devant ma mère", ‘’Sans amour’’).
Por outro lado, ele é membro desde 1970, do comité de redação da La Quinzaine littéraire, revista bimensal  fundada  por Maurice Nadeau.
Além dos resumos de livros, ele publica nesta revista uma crônica mensal intitulada  Loin de Paris.

### Citação
"Ao contrário, não recuso dar a obra dos dias : obra dilapidada, dispersa,(nas revistas, publicações diversas e divergentes), obra que renuncia a se acumular ou não se preocupa com isto, na verdade muito apaixonante a cada momento, predestinada   à não especialização(‘’tu te dispersas’’), obra renunciando por conseguinte  a ser obra e mesmo tensa contra esta ideia da obra.Se um tema pudesse me inspirar o desejo de construir uma obra, seria o tema do ‘’indivíduo’’, termo pelo qual nomeio o dever que temos, o de ser o que somos. Mas este tema me inspira sobretudo o desejo de lhe ser infiel, de ser inconsistente". L'Œuvre des jours, Circé, Belval, 1999, page 24,ISBN 284242025X

## Obras
- "Du bon usage des fragments grecs" (Da boa utilização dos fragmentos gregos), (Le nouveau commerce, Paris, 1976)
- "Le Premier Venu" (O Primeiro Chegado), Essai sur la politique baudelairienne (Ensaio sobre a política de Baudelaire), (Denoël, Les Lettres nouvelles, Paris, 1976)
- "De quoi j'ai peur"( De que tenho medo), Essai (Ensaio),  (Gallimard, Paris, 1980)
- "Nuits étroitement surveillées" (Noites escrupulosamente vigiadas). Études psychologiques (Estudos psicológicos), (Gallimard, Paris, 1981)
- "Fiodorov et Mourjenko" - Camp n°389/36. (Seuil, L'Histoire immédiate, Paris, 1982)
- "Le Voyageur d'Occident" (O Viajante do Ocidente), (Gallimard, Paris, 1983)
- "Autobiographie de mon père" (Autobiografia de meu pai),(Belin, Paris, 1987 - Autrement, Paris, 1994),ISBN 2-86260-491-7
- "La Force de dormir". Études sur le sommeil en littérature (A Força de dormir. Estudos sobre o sono em literatura),  (Gallimard, Paris, 1988)
- "Les Baromètres de l'âme". Naissance du journal intime(Os Barômetros da alma.Nascimento do jornal íntimo). (Hatier, Brèves/Littérature, Paris, 1990  - edição revista e aumentada, Poche/pluriel, 2001)
- "Un à Un. De l'individualisme en littérature" (Um a Um. Do individualismo em literatura)- Michaux, Naipaul, Rushdie. (Seuil, Paris, 1993)
- "Le Grand Âge"(Idade Avançada)éditions Le temps qu'il fait, Cognac, 1993
- "Conversations à Jassy" (Conversações em Jassy),  Edições Maurice Nadeau, Paris, 1997, ISBN 2-86231-141-3
- "L'Œuvre des jours"(A Obra dos dias), ,Circé, Belval, 1999, ISBN 284242025X
- "Adieu" (Adeus) (Circé, Belval, 2001)
- "Aux Aguets". Essais sur la conscience et l’histoire (À espreita. Ensaios sobre a consciência e a história), Editor Maurice Nadeau, Paris, 2002
- "L'Amour dans le temps" (O amor no tempo).Narração autobiográfica.Calmann-Lévy, Paris, 2005 ,ISBN 2-7021-3569-2
- "Loin de Paris" (Longe de Paris). Chroniques(Crônicas) 2001-2005. Edições Denoël, 2006
- "Devant ma mère" (Diante de minha mãe). Narração autobiográfica. Edições Gallimard, 2007),ISBN 978-2-07-078323-6
- ”Sans amour” (Sem amor). Narração  autobiográfica. Edições Denoël,2011, ISBN 978-2-20711056-0
- O número  702 da revista Critique, publicado em novembro de 2005 pelas  edições  de Minuit, é consagrado  a  Pierre Pachet. Intitulado Pierre Pachet, as ocasiões da reflexão, ele traz textos  de Michel Deguy, Vincent Descombes, Florence Dumora, Patrick Hochart, Frédéric Lefebvre, Claude Lefort, Claude Mouchard, Thomas Pavel, bem como um texto de Pierre Pachet, Parler tout seul(Falar sozinho).

Coletivos
- ‘’Lacan et la littérature( Lacan e a literatura)- Eric Marty, Catherine Millot, Erik Porge e Pierre Pachet, Edit : Manucius, 2005, ISBN  978-2-8457-8044-6
- Che vuoi ? N° 23,  ‘’Destins des traces’’ (Destinos dos traços)- Jean-Pierre Lehmann , René Major , Philippe Beucké  e Pierre Pachet, Editor L’Harmattan, 2005 ,ISBN   2-7475-8690-1
- ’’Pour Mozart’’ (Para Mozart)- Jean-Yves Masson, André Markowicz, Pierre Pachet e Claude Mouchard, Editor: Laurence Teper, 2006, ISBN 978-2-9160-1005-2
- Bêtise de l'intelligence (Besteira da inteligência)- Jean-Louis Faure e Pierre Pachet, Edições  Joca Seria, 2006, ISBN 978-2-8480-9067-2